# Neuvy (Allier)
Neuvy é uma comuna francesa na região administrativa de Auvérnia-Ródano-Alpes, no departamento Allier. Estende-se por uma área de 19,06 km². Em 2010 a comuna tinha 1 800 habitantes (densidade: 94,4 hab./km²).